# Casey Dawson
Casey Dawson (n. 2 august 2000, Park City⁠(d), Utah, SUA) este un patinator de viteză ce a reprezentat Statele Unite ale Americii, medaliat olimpic. A participat la o ediție a Jocurilor Olimpice (2022) în care a câștigat o medalie de bronz.